# Bill Nicholson (Fußballspieler)

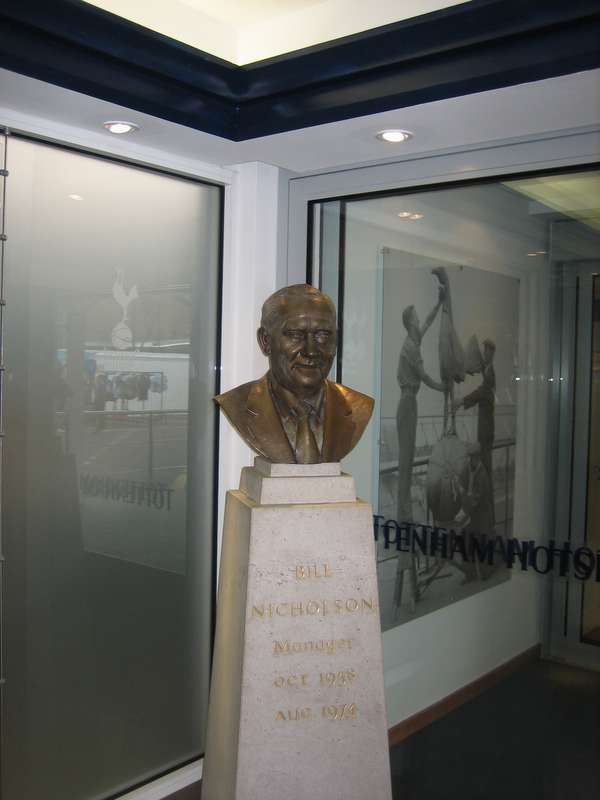
Büste von Bill Nicholson

Bill Nicholson, OBE (* 26. Januar 1919 in Scarborough; † 23. Oktober 2004 in Hertfordshire) war ein englischer Fußballspieler und -trainer.

## Leben
Er wurde in Scarborough, North Yorkshire geboren. Nachdem er die Schule verlassen hatte, arbeitete er kurzfristig in einer Wäscherei, bevor er im Alter von 16 Jahren zu einem Test beim englischen Fußballverein Tottenham Hotspur eingeladen wurde. Seine professionelle Karriere in der ersten Mannschaft begann er mit 18 Jahren. Doch nach wenigen Spielen brach 1939 der Zweite Weltkrieg aus und Nicholson wurde zum Wehrdienst einberufen.
Im Jahr 1946 kehrte Bill Nicholson wieder zu Tottenhams Erster Mannschaft zurück. Er integrierte sich in den folgenden Jahren in das Team und wurde eine zentrale Figur.
Sein internationales Debüt für England hatte er am 19. Mai 1951 gegen Portugal. In diesem Spiel wurde Nicholson in England zu einer „Legende“, indem er bei seinem ersten Ballkontakt in der 19. Sekunde ein Tor erzielte. Doch dies blieb sein einziger Länderspieleinsatz für England.
Nachdem Nicholson einen Fußballtrainerkurs der FA absolviert hatte, begann er 1955 sein Amt als Trainer der Ersten Mannschaft. 1958 wurde er auch Manager des Clubs. Sein erstes Spiel als Manager gewann Tottenham gegen den FC Everton. Unter der Zeit von Bill Nicholson feierte der Verein große Erfolge. In der Saison 1960/61 gelang Tottenham Hotspur das erste Double im 20. Jahrhundert – sie gewannen den FA Cup und die Meisterschaft. Im nächsten Jahr gewann das Team den FA Cup erneut und kam ins Halbfinale des Europapokals der Landesmeister. In der Saison 1962/63 gewann Nicholson mit Tottenham den Europapokal der Pokalsieger. Kurz nachdem Tottenham Hotspur im Jahr 1974 das UEFA-Pokal-Finale gegen Feyenoord verloren hatte, trat er aus dem Verein aus.
Nicholson war verheiratet und hatte zwei Töchter. Er verstarb nach langer Krankheit am 23. Oktober 2004. Die Straße, an der White Hart Lane (das Stadion von Tottenham) liegt, wurde ihm zu Ehren „Bill Nicholson Way“ getauft.

## Erfolge als Manager
- 1961: FA Cup und Meisterschaft, Sieger (Double), FA Community Shield gewonnen
- 1962: FA Cup und FA Community Shield, Sieger; Europapokal der Landesmeister, Semifinalist
- 1963: Europapokal der Pokalsieger, Sieger
- 1967: FA Cup und FA Community Shield, Sieger
- 1971: League Cup, Sieger
- 1972: UEFA Cup, Sieger
- 1973: League Cup, Sieger und UEFA Cup, Semifinalist
- 1974: UEFA Cup, Zweiter

## Zitate
“Any player coming to Spurs, whether he's a big signing or just a ground staff boy, must be dedicated to the game and to the club. He must never be satisfied with his last performance, and he must hate losing.”

„Jeder Spieler, der zu den Spurs kommt, ob er nun eine große Nummer oder ein Balljunge ist, muss sich dem Spiel und dem Club verschrieben fühlen. Er darf nie mit der letzten Leistung zufrieden sein und er muss das Verlieren hassen.
“